# Équipe d'Algérie de football à la Coupe arabe 1998
Cet article relate le parcours de l’Équipe d'Algérie olympique de football lors de la Coupe arabe des nations de football 1998 organisée en Qatar du 22 septembre 1998 au 1er octobre 1998.

## Phase de poules

### Groupe D
| Équipe          | J | V | N | D | BP | BC | Dif | Pts |
| --------------- | - | - | - | - | -- | -- | --- | --- |
| Arabie saoudite | 2 | 2 | 0 | 0 | 7  | 1  | +6  | 6   |
| Liban           | 2 | 0 | 1 | 1 | 1  | 4  | -3  | 1   |
| Algérie         | 2 | 0 | 1 | 1 | 0  | 3  | -3  | 1   |

| 23 septembre 1998 | Algérie | 0-0 | Liban | Stade Jassim Bin Hamad, Doha                  |
| |         | |       | Spectateurs : 5,000 Arbitrage : Juma'a Al-Ali |
| Oulld Mata - Bouhssida, Habri, Haddou, Madoui - Belhamel, Qanat, Khaiat, Khadara ( Farès El-Aouni 46e ) - Mezouar (Ouichaoui 70e ), Azizen | Équipes | Al-Saqr - Al-Jurdi (Antar 66e ), Hijazi, Al-A'awar, Guarabetian - Antar, Noamani, Taha - Dahrouj (Nazha 72e ), Ghazarian (Zein 77e ), Al-Andari |       |                                               |

| 25 septembre 1998 | Algérie | 0-3 | Arabie saoudite                    | Stade Jassim Bin Hamad, Doha                        |                                                     |
| |         | | al-Dosari 8e 90e · Al-Shahrani 54e | Spectateurs : 10,000 Arbitrage : Abdulaziz Al-Mulla | Spectateurs : 10,000 Arbitrage : Abdulaziz Al-Mulla |
| Oulld Mata - Habri, Haddou, Madoui, Bou hssida - Belhamel, Azizen (Khadara 33e ), Mezouar, Ouichaoui - Ali Bin Debka (Al-Aouni 53e ), Qanat | Équipes | al-Deayea - Al-Doukhi, Abdulghani, al-Khilaiwi, Zubromawi - Al-Owairan, al-Shahrani (Bouthnein 46e ), Al-Temyat (Al-Timawi 55e ), Al-Thuniyan (Al-Dossari 83e ) - al-Dosari, Al-Suwayyed |                                    | Spectateurs : 10,000 Arbitrage : Abdulaziz Al-Mulla | Spectateurs : 10,000 Arbitrage : Abdulaziz Al-Mulla |